# Бергер Пердомо, Оскар
Оскар Хосе Рафаэль Берхер Пердомо (исп. Óscar José Rafael Berger Perdomo; род. 11 августа 1946, Гватемала, Гватемала) — президент Гватемалы с 14 января 2004 до 14 января 2008 года.
Происходит из богатой плантаторской семьи. Закончил частный иезуитский университет. С января 1991 до июня 1999 — мэр города Гватемала. Выдвигался в президенты в 1999 году.
На выборах 2003 года избран президентом Гватемалы в качестве кандидата от партии Великий национальный альянс. В первом туре, проходившем 9 ноября, Бергер набрал 34 %, кандидат левых сил Альваро Колом — 26 %, кандидат Республиканского фронта экс-президент страны Эфраин Риос Монтт — 19 %. Во втором туре 28 декабря Бергер набрал 54 % и победил Колома.